# François Rosset
Pour les articles homonymes, voir François de Rosset et Rosset.
François Rosset, né en 1958, est professeur de littérature française à l'université de Lausanne, spécialiste notamment des littératures du XVIIIe siècle (Groupe de Coppet, Potocki).

## Biographie
Fils d'Anna Szatkowska et de Jean-Marie Rosset, petit-fils de Zofia Kossak-Szczucka, écrivaine polonaise. Il obtient en 1980 sa licence à l'université de Fribourg, puis est brièvement chargé de cours à l'université Jagellonne, où il soutient en 1988 sa thèse de doctorat, consacrée au "Manuscrit trouvé à Saragosse" de Jean Potocki, écrivain pour lequel il est l'auteur de référence. Il est engagé dès 1989 à l'université de Lausanne, comme lecteur, puis comme maître d'enseignement et de recherche, et enfin depuis 2004 comme professeur ordinaire. Il assume la charge de doyen de la Faculté des lettres à l'université de Lausanne entre 2011 et 2015. 
Il est président de la fondation Kościelski, qui décerne tous les ans le Prix littéraire de la fondation Kościelski.
Outre ses propres travaux, il a publié des traductions en français d'œuvres polonaises significatives.

## Traductions
- Maria Zdziarska-Zaleska, Sur les fronts de guerres méconnues Pologne 1918-1921 : Mémoires d'une femme médecin de bataillon (coll. Mare Balticum), L'Harmattan, 2010  (ISBN 978-2-296-12627-5)
- Andrzej Szczypiorski, Messe pour la ville d'Arras, L'Âge d'Homme, 1990 (Collection : Classiques slaves),  (ISBN 978-2-8251-2090-3) puis coll. 10-18, 1993,  (ISBN 978-2-26401403-0)
- Paweł Huelle, Weiser David, L'Âge d'Homme, 1990  (ISBN 978-2-8251-0120-9)
- Krzysztof Penderecki, Le Labyrinthe du temps, Cinq leçons pour une fin de siècle, Noir sur Blanc, 1999  (ISBN 978-2-8825-0070-0)

## Actes de conférences
- Badinou P., Kaenel P, Meizoz J, Rosset F, Valsangiacomo N (eds.), "La vie et l'œuvre": recherches sur le biographique. Université de Lausanne, 2008.
  - Rosset F, La biographie à l'épreuve de l'écriture. In: "La vie et l'œuvre": recherches sur le biographique, op. cit.
- Rosset F., Il pensiero del Gruppo di Coppet : le condizioni e i temi. In: Madame de Staël e il Gruppo di Coppet. Atti del convegno del 2 aprile 2008. Biblioteca della Camera dei deputati, Roma, p. 23-35, 2009.